# Bataille de Jieqiao
guerres de la fin de la dynastie Han
La bataille de Jieqiao (chinois simplifié : 界桥之战 ; chinois traditionnel : 界橋之戰 ; pinyin : Jièqiáo Zhi Zhàn) ou bataille du pont de Jie, se déroule en 191, à la fin de la dynastie Han, et oppose les armées des seigneurs de guerre Yuan Shao et Gongsun Zan. C’est le premier affrontement important entre chefs de guerre rivaux cherchant à contrôler les provinces de Ji et Qing dans le nord de la Chine. Le site de la bataille est généralement localisé à l’est du comté de Guangzong, dans la Commanderie de Julu, ce qui correspond actuellement au Xian de Wei, Xingtai, Hebei.

## Situation avant la bataille
Vers la fin de l’hiver 191, après une campagne victorieuse contre les derniers rebelles se réclamant des Turbans jaunes, Gongsun Zan déclare la guerre à Yuan Shao, sous prétexte de venger la mort de son frère Gongsun Yue dans la bataille de Yangcheng. Son armée marche vers le sud-ouest entre la rivière Qing et la rivière jaune, dans la Province de Ji. Très rapidement, un certain nombre de villes sous le contrôle de Yuan sont obligées de changer de camp. Dans un premier temps, Yuan Shao multiplie avec précipitation les gestes de conciliation, pour éviter une guerre complète. Il donne son poste officiel de Grand administrateur de Bohai à Gongsun Fan, un parent éloigné de Gongsun Zan. Ce geste ne sert à rien, car Fan prend la tête de la garnison de Bohai pour rejoindre Zan et lutter contre Yuan Shao.

## La bataille
Après un tel camouflet, Yuan Shao prend la tête de ses troupes et part affronter les Gongsun. Les deux armées se rencontrent à 40 km au sud du pont Jie, qui permet de traverser la rivière Qing. D’après les Chroniques des Trois Royaumes et le Livre des Han postérieurs, L'armée de Gongsun Zan est alors composée de 30 000 fantassins et 10 000 cavaliers. Il organise son infanterie en carré et divise sa cavalerie entre l'aile gauche et l’aile droite de son armée. Au centre, il déploie ses "Volontaires aux Chevaux Blancs"(白馬義從), une unité d'élite montée qui constitue l’essentiel de sa force de frappe. Même si les effectifs réels de ces volontaires peuvent avoir été exagérés, leur apparence doit être impressionnante; car dans ses Chroniques des Trois Royaumes, Chen Shou écrit que "leurs drapeaux et leurs armures illuminent le Ciel et la Terre". Bien que l’armée de Yuan Shao soit d’une taille comparable, elle est presque entièrement composée de fantassins. Qu Yi (en), le commandant des troupes de Shao, est positionné à l’avant-garde avec 800 soldats d'élite et 1 000 arbalétriers. Derrière eux, on trouve le gros des troupes, composé de dizaines de milliers de fantassins, commandés par Yuan Shao lui-même.
Constatant que l'avant-garde de Yuan est assez maigre, Gongsun Zan donne l'ordre à sa cavalerie de la charger ; afin de briser les lignes ennemies, détruire le noyau dur de l’armée adverse et disperser les milliers de fantassins pendant qu'ils se replient. En riposte à cette charge, les hommes de Qu Yi forment un mur de boucliers et attendent l’assaut. Lorsque la cavalerie de Gongsun n’est plus qu'à dix pas, les arbalétriers lâchent des rafales de traits sur les cavaliers, pendant que les fantassins lèvent leurs lances pour encaisser le choc. À la fin de la mêlée générale qui s'ensuit, la partie du champ de bataille située juste devant les lignes de Yuan Shao est jonchée de cadavres de chevaux et de soldats de Gongsun Zan. Même Yan Gang, le général de Gongsun qui a conduit la charge, est tué dans les combats. D’après les comptes rendus de l'époque, l'armée de Yuan Shao est censée avoir pris 1 000 têtes d'ennemis comme trophées. N’ayant pas réussi à rompre la ligne ennemie, la cavalerie de Gongsun Zan fait demi-tour et s'enfuit loin de la bataille, suivie de l’infanterie.
Gongsun Zan tente de regrouper ses troupes et de tenir les rives du fleuve Qing. Son arrière-garde affronte les hommes de Qu Yi sur le pont Jie lui-même et finit par s'enfuir. Devant la déroute, Gongsun doit abandonner son camp, qui est rapidement envahi. Dans les ruines du camp, les troupes de Yuan Shao récupèrent l'étendard queue-de-yack de Zan.
Voyant que Gongsun Zan est totalement vaincu, Yuan Shao s'avance sur le champ de bataille avec une garde rapprochée composée de plusieurs dizaines d’arbalétriers et de cent hommes armés. En chemin, il est attaqué par surprise par 2 000 cavaliers que Gongsun Zan a détachés du gros de ses troupes. Selon les Chroniques des trois royaumes, Tian Feng, l'aide de camp de Shao, s’apprêtait à aider son maître à se mettre à l’abri derrière un muret. Yuan jette alors son casque au sol et dit, "Un véritable homme doit mourir au premier rang. Se cacher derrière un mur, ce n'est pas une façon de vivre ! » les cavaliers ennemis, qui n'ont pas reconnu Yuan Shao, commencent à se retirer lorsque Qu Yi et ses soldats arrivent sur les lieux pour les chasser.

## Conséquences
La bataille de Jie stoppe l’avance vers le sud de Gongsun Zan, mais elle n’est nullement décisive et ne fait pas pencher la balance en faveur d'un camp ou de l'autre dans le cadre de la longue guerre que Zan et Shao se livrent jusqu’en 199. En effet, même si la bataille est un revers pour Zan, elle n’a pas affaibli sensiblement son armée; car la plupart des soldats qui ont fui retournent auprès de lui dans les jours et les semaines qui suivent la bataille. Ainsi, Gongsun Zan reconstitue rapidement son armée et peut repasser à l'attaque un an plus tard, pendant l’hiver 192, par la même route.
Ce qui rend cette bataille véritablement unique et particulière, c'est qu'elle est décrite en détail dans les Chroniques des Trois Royaumes. En effet, habituellement dans l'histoire chinoise traditionnelle, les historiens négligent de décrire avec précision les déploiements des armées et les tactiques utilisées. Or dans le cas de cette bataille les Chroniques contiennent des descriptions assez précises et claires de ces points précis pour les deux armées. La bataille en elle-même montre l’inefficacité d'une charge d'une unité de cavalerie, fut-elle composée de cavaliers expérimentés, contre une unité d’infanterie disciplinée dirigée par un chef compétent. Il est également important de noter que bien que le nombre de soldats impliqués soit très élevé, le sort de la bataille se joue sur l'affrontement de quelques corps d'élite aux effectifs relativement réduits. Une fois ce noyau dur vaincu, les masses de soldats démoralisés s'enfuient rapidement.